# Guaduas
Guaduas, oficialmente Villa de San Miguel de Guaduas, es un municipio colombiano ubicado en el departamento de Cundinamarca. Forma parte de la provincia del Bajo Magdalena, de la que es la capital.
El sector antiguo de la ciudad es uno de los trece centros históricos que fueron declarados monumentos nacionales en 1959. Hace parte de la Red de pueblos patrimonio de Colombia.

## Toponimia

### Origen lingüístico[5]
- Familia lingüística: Chibcha
- Lengua: Muysccubun

### Significado
La referencia original de la expresión guadua es guauba, que en lengua muisca significa "caña gruesa del monte". Guaduas también se ha entendido como "flor de agua". Guaduas presenta los vocablos gua "cerro, cordillera", uba "rostro, semilla, flor". Esta expresión es un unificador de la imagen, parte de la identidad de las expresiones de la vida.

### Origen / Motivación
El topónimo «Guaduas» hace referencia a la guadua, también conocida como cañaza o tacuara, un género de bambú americano.
En 1806, la guadua fue descrita por Alexander von Humboldt y Amadeo Bonpland, quienes vieron esta planta en su paso por el Virreinato de Nueva Granada y la llamaron Bambusa guadua; luego, en 1822 fue clasificada por Carl Sigismund Kunth como Guadua angustifolia. Se considera como una de las plantas nativas más representativas de los bosques andinos.
El nombre de Guaduas se debe a la abundancia de este árbol en la región, árbol que se caracteriza por su resistencia, durabilidad y fácil manejo. Se considera como una de las plantas nativas más representativas de los bosques andinos. No se sabe a ciencia cierta el origen de la palabra guadua, aunque ciertos especialistas creen que podría ser venezolano. Estas versiones emergen de las variantes guadúas, guafa con las cuales se conoce esta planta en este país. Y también se suele emplar el término guasdua como nos recuerda la ciudad de Guasdualito, en Venezuela.

### Nombres históricos
- Villa de San Miguel de Guaduas (1644)

## Geografía
Guaduas está situada al noroccidente de Cundinamarca. Hoy día tiene una distancia a Bogotá por carretera de 110 km y unos 35 km de la ciudad de Honda. Está a una altitud de 1100 m s. n. m. y mantiene una temperatura media anual de 24 °C. De Medellín se separa por la autopista que lleva su nombre a una distancia de 300 km. Está localizada en un valle, en una depresión de la vertiente occidental de la Cordillera Oriental, valle que se encuentra atravesado en toda su extensión de oriente a occidente por un camino empedrado denominado camino real. Cuenta con unos 19.911 habitantes.

### Límites
Guaduas está delimitada por los siguientes municipios, siendo la parte occidental con el departamento del Tolima y de Caldas y el resto de Cundinamarca.
| Noroeste: La Dorada ( Caldas) (Río Magdalena) | Norte: Puerto Salgar | Nordeste: Caparrapí         |
| Oeste: Honda ( Tolima) (Río Magdalena)        |                      | Este: Útica y Quebradanegra |
| Suroeste: Armero ( Tolima) (Río Magdalena)    | Sur: Chaguaní        | Sureste: Villeta y Vianí    |

## División Político-Administrativa

### Corregimientos
Guaduas tiene constituidos los siguientes corregimientos:
| Corregimiento       | Centros Poblados      | Veredas |
| La Paz de Calamoima | - La Paz de Calamoima | Carrapal, La Palmita, Tauchiral. |
| Puerto Bogotá       | - Puerto Bogotá       | Cedrales, Bodegas, Piedras Negras, Pital la Gloria, Río Seco, Cuatro Esquinas, Malambo, Playa Grande, San Juan de Remolino, Quebradagrande, Guacamayas. |

Por otra parte, el Municipio de Guaduas tiene los siguientes centros poblados que no se le han constituido o asignado a algún corregimiento:
- Alto del Trigo
- Guadero
- La Cabaña

## Historia

### Época precolombina
En la época precolombina, el Valle de las Guaduas estuvo habitado por los indios panches, cuyo asiento principal eran los caseríos de Machuca y Calambata, o Pueblo de Panches, como se llamó después, el cual sobrevivió varios años en la categoría de viceparroquia.

### Nuevo Reino de Granada
La Villa de Guaduas surgió como un lugar de descanso del largo y penoso camino real que conducía de Santafé de Bogotá a Honda, desde donde iba río abajo por el río Magdalena hasta la costa del mar Caribe. La villa fue fundada en un pequeño y fértil valle, en el que pronto se aclimataron cultivos de frutales y flores traídos de las Antillas, como el níspero, circunstancia que le mereció ser, doscientos años después de su fundación, uno de los centros de experimentación científica de la Real Expedición Botánica del Nuevo Reino de Granada. El árbol característico fue desde el principio la guadua, umbrosa y de verde frescura, propia de los climas cálidos y útil en la construcción de viviendas y otras edificaciones.
La Villa de Guaduas fundada originalmente el 20 de abril de 1572 por don Andrés Díaz Venero de Leyva, presidente de la Real Audiencia de Santafé, pero fue abandonada tras su fundación, hasta que el 13 de diciembre de 1610, fray Tomás de Morales fundó en el mismo emplazamiento el convento franciscano de La Soledad, en torno al cual el poblado volvió a crecer. El 27 de diciembre de 1644 obtuvo nuevamente el carácter de villa al ser formalmente refundada por Francisco Pérez de Guzmán.
Solo el 14 de enero de 1645 un fiscal de Su Majestad, en Santa Fe, emitió concepto en torno de la solicitud de fray Agustín Jurado, procurador de los franciscanos en el Nuevo Reino de Granada, de trasladar La Villeta de San Miguel al valle de Guaduas, solicitud que no afectaba en manera alguna la fundación de una villa en el valle de Guaduas. Aquel concepto, por el contrario, dejaba establecidas las obligaciones que contraían los emigrantes de La Villeta de San Miguel en su nueva sede.
La fundación de una ciudad, según las Leyes de Indias, acarreaba responsabilidades. En el caso de Guaduas estas eran aún mayores, pues se iba a dejar abandonado un lugar para poblar otro, lo cual no dejaba de ofrecer sus riesgos de fracaso, porque podía ocurrir, como había ocurrido ya en el Reino, que al cambiar de sitio una villa no quedara a la postre ni la vieja ni la nueva. De ahí que el fiscal notificara perentoriamente a los emigrantes que estaban obligados, a más de lo de rutina en estas ocasiones, a levantar a su costa iglesia decente y a sostener el culto y al cura que se les nombrase, en el supuesto de que los diezmos canónicos no fueren suficientes para cubrir estas temporalidades. El memorial de fray Agustín Jurado había definido la situación. Los emigrantes, al instalar su poblado en el Valle de las Guaduas, tenían que respetar los fueros y los predios de la recoleta franciscana; por tanto, era indispensable que financiaran la empresa de su fundación. En 1696, por Real Cédula de Carlos II de España, la Villa de Guaduas pasó a ser sede parroquial. 

### Virreinato de Nueva Granada
El rey de España le concedió a Guaduas licencia para tener un escudo de armas como villa distinguida. En 1778, don Manuel Samper y Sanz llegó a Guaduas procedente de España, siendo encargado de la recaudación de las Rentas Reales. Primero casó con doña Ana María Mudarra y Gutiérrez y luego con doña María Josefa Blanco y Montero. De esta última rama provienen los Samper, una familia destacada en la política de Colombia. El 26 de enero de 1795 nació en Guaduas Policarpa Salavarrieta, quien participaría activamente en el proceso independentista.
Guaduas fue un importante centro de experimentación científica de la Real Expedición Botánica del Nuevo Reino de Granada, que promovió, a finales del siglo XVIII, la introducción desde las Antillas del níspero, hoy extensamente cultivado en la región. El pintor más sobresaliente de la Real Expedición fue Francisco Javier Matiz, natural de Guaduas.
En 1805 la parroquia de Guaduas pasó de los franciscanos al clero secular, y poco más tarde el convento franciscano fue clausurado. En 1809 se inició la construcción de una nueva iglesia en el pueblo, la cual fue realizada bajo la dirección de fray Domingo de Petrés, arquitecto capuchino que también dirigió la construcción de la Catedral Primada de Bogotá. 

### SigloXIX
En el siglo XIX se creó una bandera del municipio y a mediados de 1940 fue compuesto el himno por el guaduero Miguel Raga. En 1821, el edificio del antiguo convento franciscano, por disposición del Congreso de Cúcuta, fue transformado en prisión. De acuerdo con la constitución provincial de 1815 se creó el cantón de Guaduas, que en 1824 fue incorporado a la Provincia de Bogotá. Los progresos fueron rápidos: en 1833 se abrieron las primeras escuelas oficiales, en 1857 adquirió la categoría de cabecera departamental, cuatro años más tarde, en 1861, se fundó el hospital local, y en 1871 se conectó a la red telegráfica.

## Sitios turísticos
Convento de la Soledad

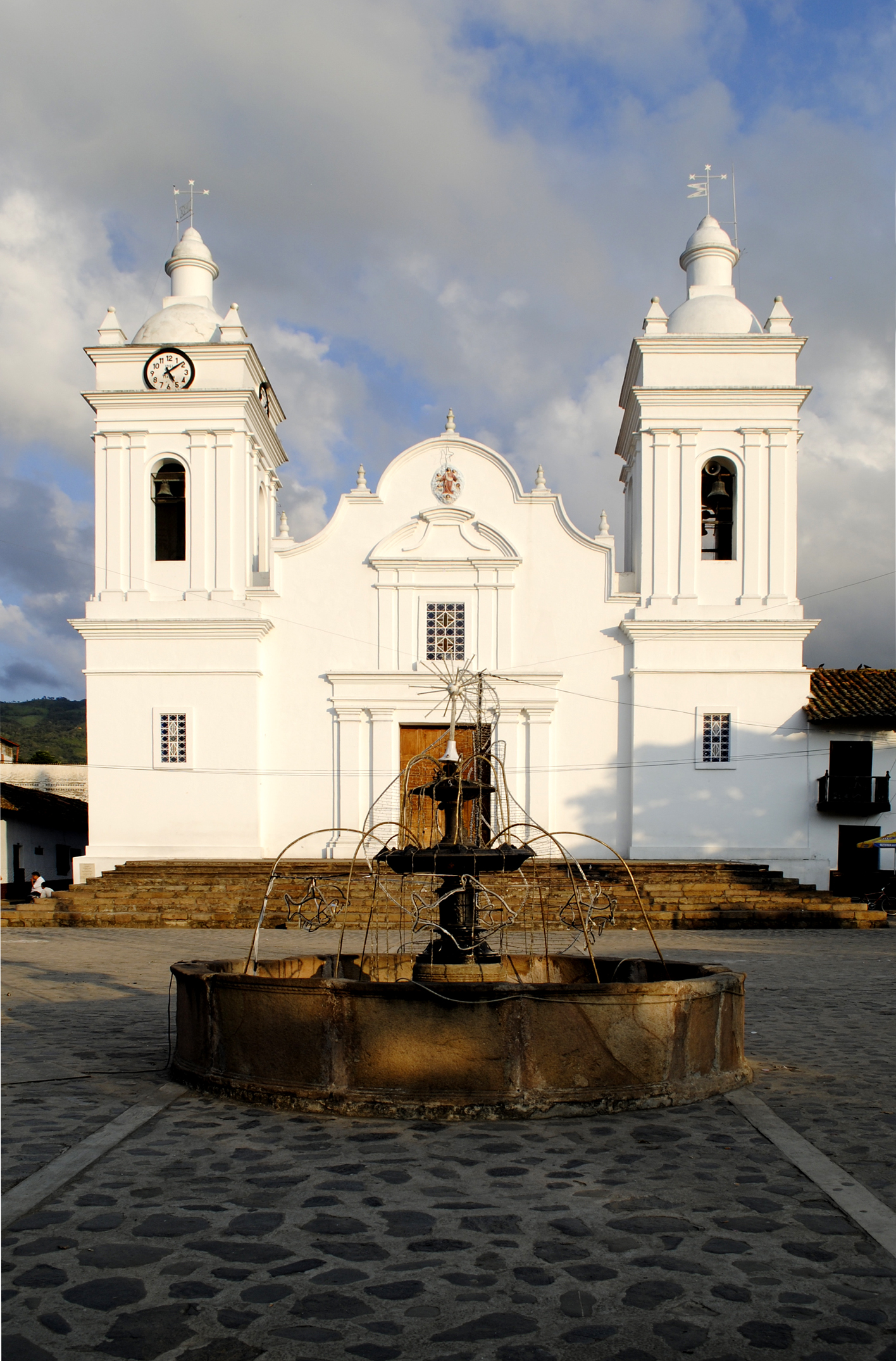
Catedral de San Miguel Arcángel, en el parque principal de Guaduas. Esta construcción fue diseñada por el célebre arquitecto español fray Domingo de Petrés, y su construcción comenzó en 1809.

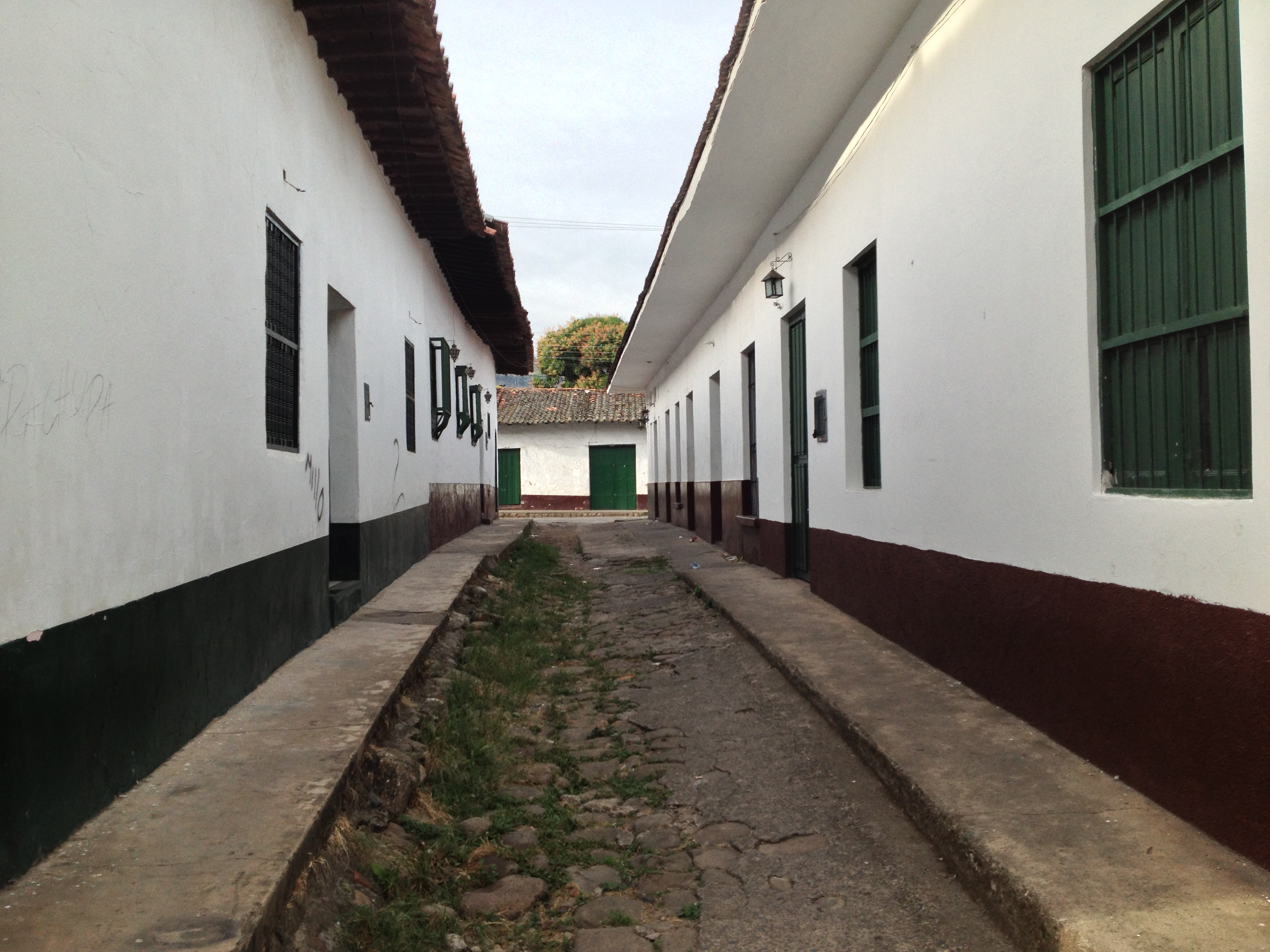
Calle del sector histórico de Guaduas.

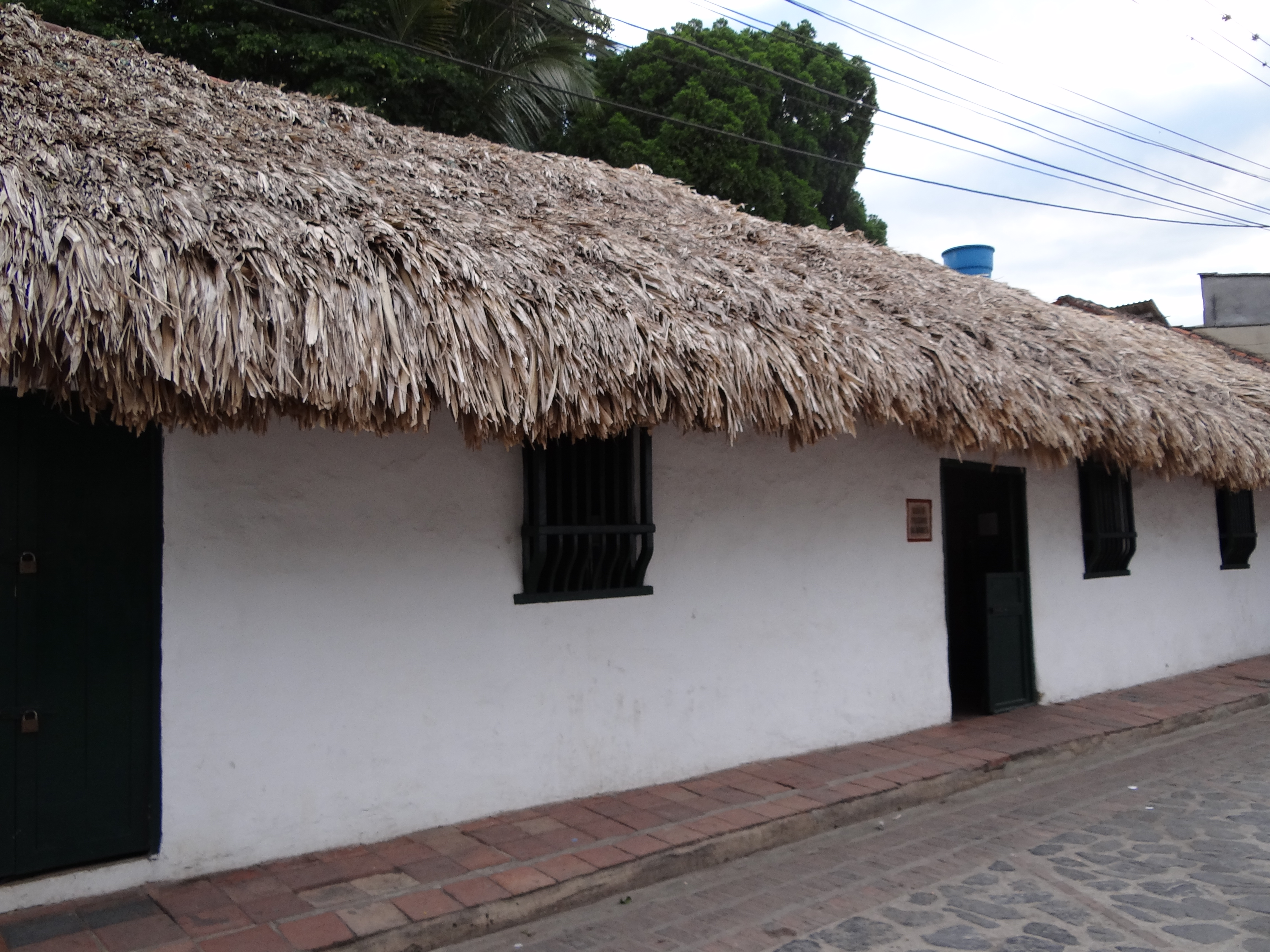
Fachada de la casa natal de Policarpa Salavarrieta, prócer y heroína de la Independencia de Colombia.

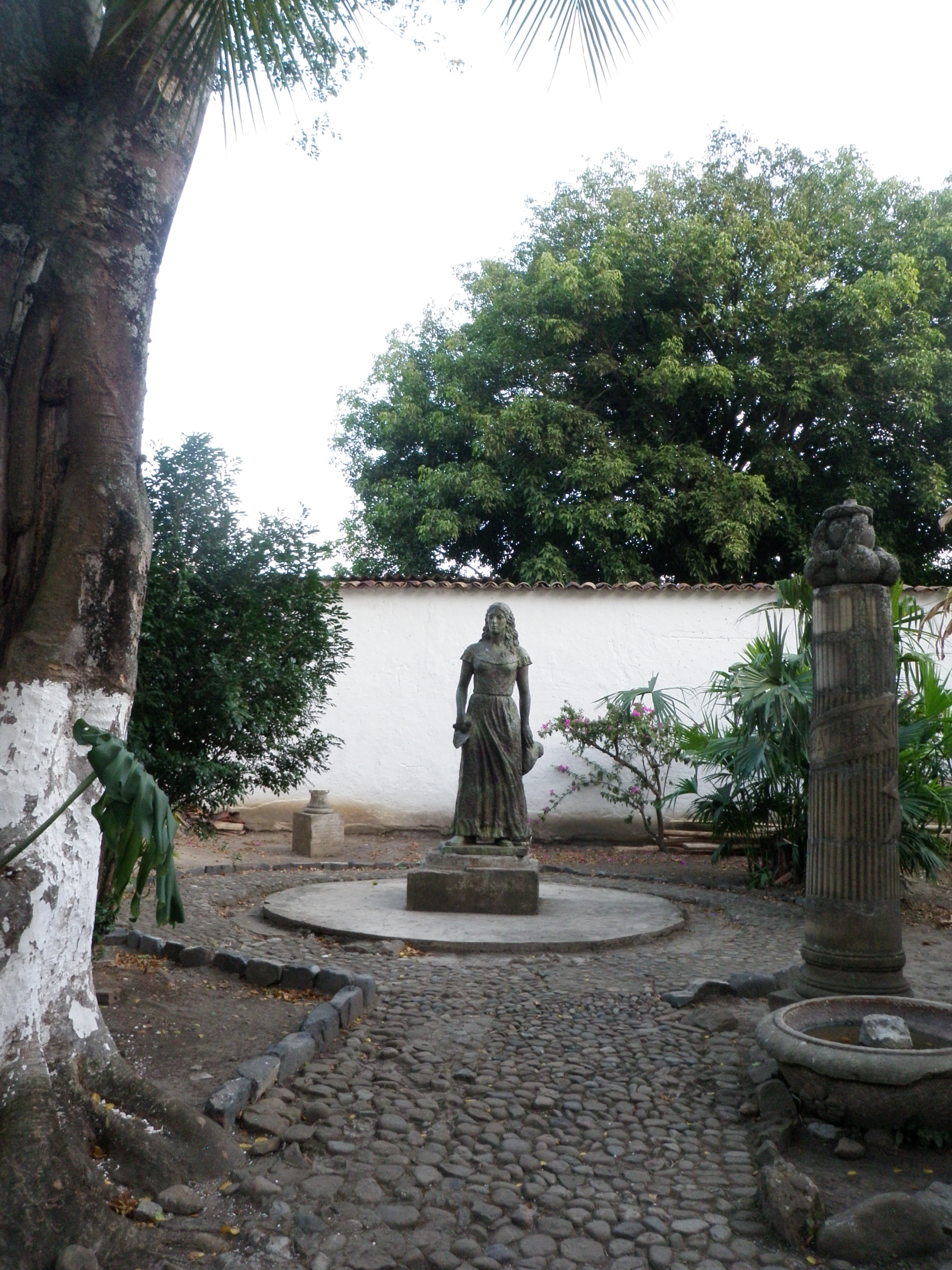
Monumento a Policarpa Salavarrieta en el patio interior de su casa natal.

Las instalaciones del antiguo convento sirvieron para alojar a Antonio Nariño y a Simón Bolívar, entre otros próceres de la independencia. Fue construido por el padre Fray Thomas Morales el 13 de diciembre de 1610; esta fue la primera construcción colonial de la Villa, en torno a la cual se fue desarrollando paulatinamente la población. Está ubicado a un lado del Camino Real.
Puente Navarro
Ubicado al oriente del centro poblado de Puerto Bogotá. Fue declarado Monumento nacional el 10 de mayo de 1994, mediante Decreto N.º 936 por los méritos técnicos y estéticos y la relevancia en la historia nacional, así como en la ingeniería de Colombia. Fue inaugurado el 16 de enero de 1899. Es reconocido como el primer puente metálico construido en Suramérica.
Puerto Gallote
Ubicado a 3 km del centro poblado de Puerto Bogotá, fue el primer puerto fluvial del Nuevo Reino de Granada. Consiste en hermosas ruinas con un arco de 180°, paredes coloniales con piedras talladas en ladrillo cocinado y en ladrillo normal. Albergaba bodegas donde se almacenaba mercancía para luego ser trasladadas a Santa Fe de Bogotá; aún se conservan vestigios en buen estado de este puerto.
Casa Museo Policarpa Salavarrieta
Casa de nacimiento y casa paterna de Policarpa Salavarrieta, ubicada en la calle 2a, denominada "Calle de La Pola", por disposición del Concejo Municipal en 1917; se encuentra al cuidado de las autoridades municipales. Actualmente ha sido restaurada con el fin de preservar el patrimonio cultural del municipio. La Casa ha sido declarada Monumento Nacional.
La casa tiene una puerta en su parte media, dividida en forma horizontal por la mitad; tiene una habitación central más grande que las dos laterales, y hay en cada una de ellas una ventana de madera resaltada tipo arrodillada; en la parte del solar, o patio, se encuentra la cocina, que cuenta con un fogón de tres piedras, o tulpas, una piedra plana para amacijos y un pilón en madera para moler maíz; se encuentra rodeando la cocina un amplio solar en el que hay árboles ornamentales, medicinales y maderables. Tiene una extensión de 19 metros de ancho por 26 de largo, es decir un área de 500 metros cuadrados. El techo es de palma calaca, en reemplazo al original, que era de palmicha o nacuma amarrada a sus vigas con lazos naturales denominados bejucos criollos. Las paredes son de bahareque, pintadas con cal blanca, y se conservan algunos utensilios de los usados por la heroína.
Hoy día es Casa Museo y tiene un libro que deben firmar todos sus visitantes.
Asentamiento Aborigen
Ubicado a 22 km de la cabecera municipal por la vía que conduce al municipio de Caparrapí, la base de su economía es la agricultura. Cuenta con 520 habitantes. Como atractivos turísticos se destacan: El río negro, la carrilera, el asentamiento indígena, donde aún se siguen encontrando piezas arqueológicas que datan aproximadamente de 200 a. C., piedras fosilizadas y aguas termales.
Mirador Piedra Capira
Nunca se ha estudiado en profundidad la procedencia de esta piedra, cuyo mirador abarca gran parte de la región; desde allí se observa el río Magdalena y los nevados del Ruiz, Santa Isabel y Tolima.
Su acceso se puede hacer por camino de herradura en una caminata de aproximadamente 1 hora o en automóvil hasta determinado sitio y caminata de 15 minutos. La primera cruz fue colocada el 24 de junio de 1930, en plenas fiestas de San Juan; esta celebración se llevó a cabo con un gran banquete, a la usanza Guaduera (lechona, aguardiente, chicha y pólvora). En 1992 se ofició la primera Misa.
En 1952 se conectó el sistema vial de Cundinamarca con las carreteras del occidente colombiano mediante un puente sobre el río Magdalena, entre Puerto Bogotá y Honda. Ese mismo año se fundó en Guaduas el Museo Ezpeleta de historia, que contiene reliquias arqueológicas de la zona y obras de arte de la época colonial.
En la piedra hay una leyenda de los fundadores que data desde la fecha de inauguración; la leyenda es un reconocimiento a la familia Moreno (padre e hijos).
Puerto Bogotá
Es una de los corregimientos más importante de Guaduas. Según el historiador Tiberio Murcia Godoy, «existe el puerto fluvial de mayor importancia del Nuevo Reino de Granada, que data del año de 1555, y hoy se proyecta construir allí un parque temático que recoja gran parte de la cultura e historia no solo de Guaduas o Cundinamarca, sino de la República de Colombia». En Puerto Bogotá se encuentra el Puente Navarro, que fue construido entre 1894-1898 e inaugurado el 16 de enero de 1899, por ser el día del cumpleaños de su propietario, Don Bernardo Navarro Bohórquez.
Este centro poblado está a solo dos minutos de Honda, al cruzar el Puente Luis Ignacio Andrade o también el puente Navarro. Uno de sus atractivos turísticos es la degustación de pescados como el viudo de capaz, bagre, nicuro sudado y mojarra frita, y la realización del Festival del Río y el pescador.
Cuenta con la Institución Educativa Departamental de Puerto Bogotá.

## Cultura
En 2016 el actor Daniel Radcliffe estuvo en Guaduas haciendo parte de las grabaciones de la película “The Jungle”.

## Movilidad
La autopista Ruta del Sol Sector 1 cuenta con una longitud de 61 kilómetros que van desde Guaduas hasta Puerto Salgar, siguiendo un trazado que pasa por Caparrapí y Villeta.

## Servicios públicos
- Energía Eléctrica: Enel, es la empresa prestadora del servicio de energía eléctrica.
- Gas Natural: Alcanos de Colombia es la empresa distribuidora y comercializadora de gas natural en el municipio.